# Keranlouan
Keranlouan est le nom d'un élevage d'épagneuls bretons créé par Guy Morin à Callac de Bretagne dans les années 1950.
Il est actuellement dirigé par Patrick Morin.
C'est l'affixe le plus titré en résultats de concours de travail de chiens d'arrêt au monde.
Patrick Morin a écrit un livre où il transmet ses conseils avisés sur l'éducation des chiens d'arrêts. « Les secrets des Keranlouan - Révolution dans l'éducation des chiens » - Editions Récits 2016